# Francesco Maselli

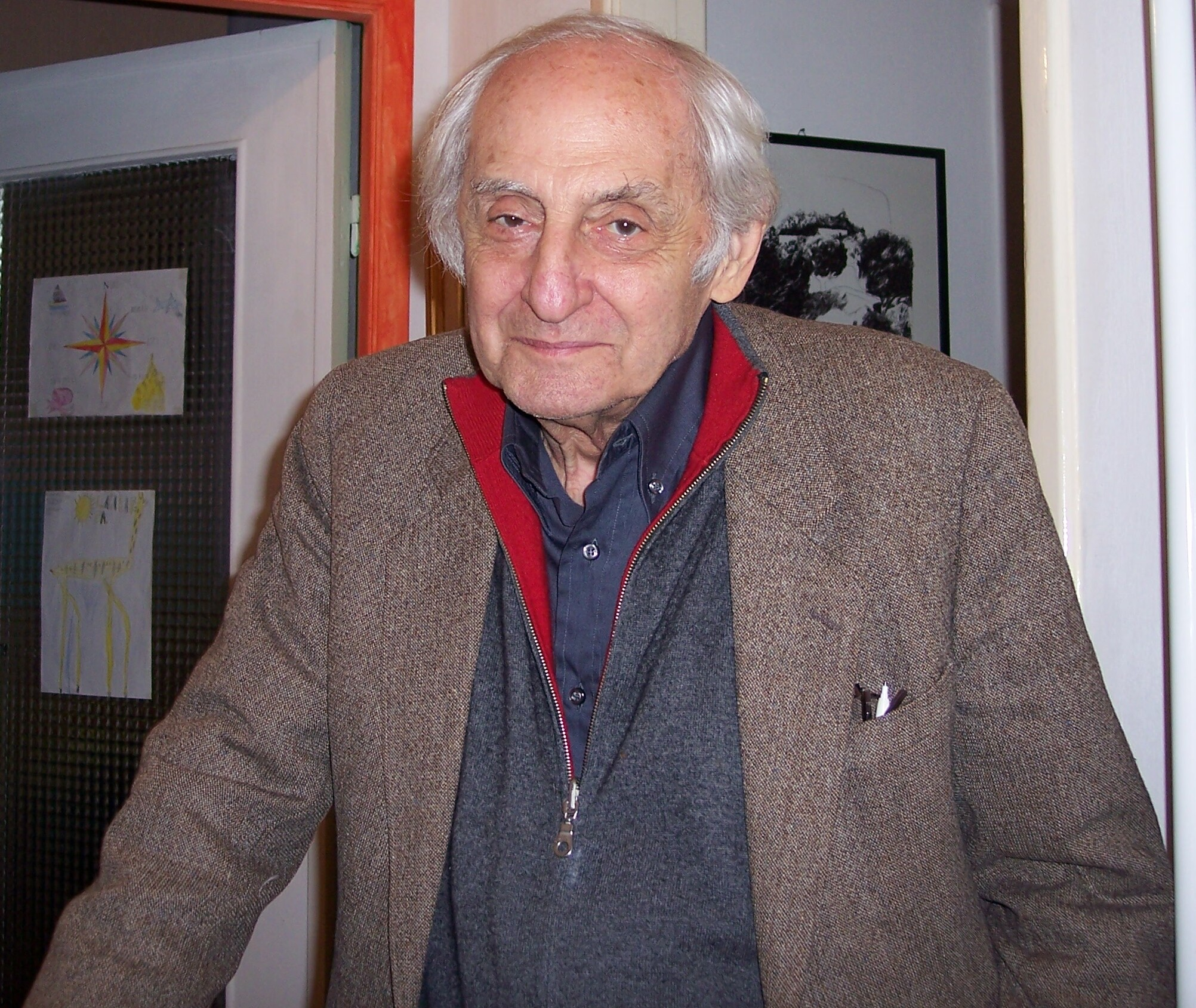
Francesco Maselli (2010)

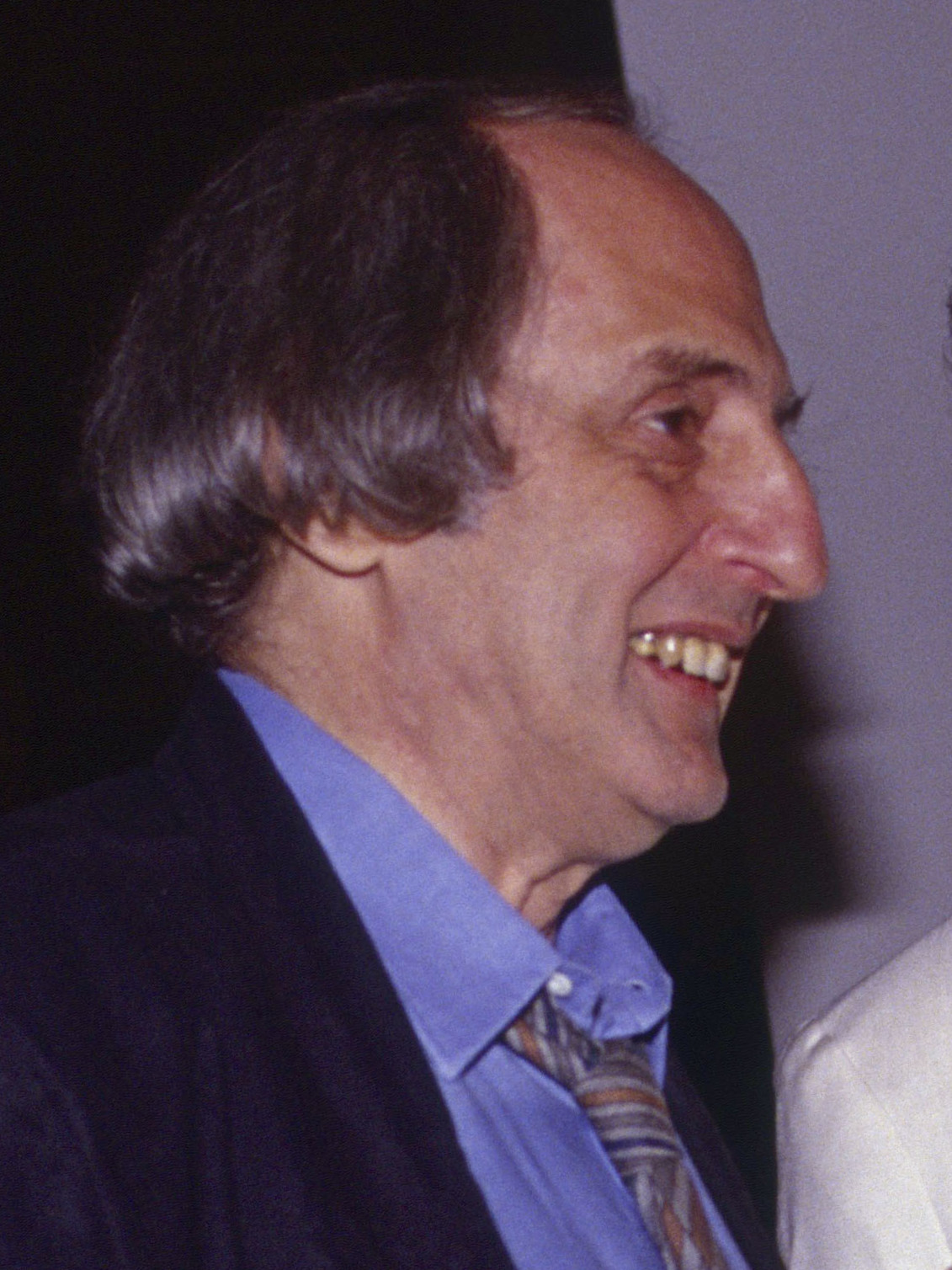
Francesco Maselli (1980er Jahre)

Francesco Maselli (* 9. Dezember 1930 in Rom; † 21. März 2023 ebenda) war ein italienischer Filmregisseur und Drehbuchautor.

## Leben
Maselli, Sohn eines Kunstkritikers, war in jungen Jahren auf Seiten der Resistenza aktiv und schrieb sich mit siebzehn Jahren beim Centro Sperimentale di Cinematografia ein, das er zwei Jahre später mit Diplom verließ. Er war Regieassistent bei Luigi Chiarini und arbeitete mit Michelangelo Antonioni zusammen; daneben drehte er erste Dokumentarfilme (was er bis Ende der 1960er Jahre immer wieder tat), die mit großem Interesse aufgenommen wurden. 1953 debütierte er als Spielfilmregisseur mit seinem Beitrag zum Episodenfilm Liebe in der Stadt und legte zwei Jahre später mit Die Verirrten (1955) eine glänzende Arbeit vor, in der er die politischen Wirren um den Waffenstillstand von Cassibile reflektierte. Nach dem sozialkritischen Die Frau des Tages (1956) und Gefährliche Nächte, in dem er 1960 die Aussichtslosigkeit der Provinzjugend schilderte, verfilmte er 1963 mit Die Gleichgültigen den ersten Roman Alberto Moravias. Nach zwei Genrefilmen folgte 1969 der wieder politisch engagierte Offener Brief an eine Abendzeitung. Il sospetto aus dem Jahr 1974 schildert die Erlebnisse eines italienischen kommunistischen Arbeiters im Frankreich des Jahres 1934. Seine späteren Werke blieben bemerkenswerte Arbeiten; Die Geschichte einer Liebe, ein moderner neorealistischer Film, gewann 1986 den Spezialpreis der Jury in Venedig sowie den Darstellerpreis für Valeria Golino.
1996 erregte er wieder vermehrte Aufmerksamkeit mit seinem Film Cronache dal terzo millenio, einem antikapitalistischen Aufruf; beim G8-Treffen in Genua war er für die Gesamtleitung des Dokumentarfilms Un mondo diverso è possibile verantwortlich.
Maselli war lange Jahre Vorsitzender der „Associazione nazionale autori cinematografici“ (ANAC) und einer der Gründer der „Alleanza Mondiale del Cinema“.

## Filmografie (Auswahl)
- 1950: Chronik einer Liebe (Cronaca di un amore) (nur Drehbuch)
- 1952: Die große Rolle (La signora senza camelie) (nur Drehbuch)
- 1953: Liebe in der Stadt (L’amore in città) (eine Episode)
- 1955: Die Verirrten (Gli sbandati)
- 1957: Die Frau des Tages (La donna del giorno)
- 1960: Gefährliche Nächte (I delfini)
- 1961: Die Italienerin und die Liebe (Le italiane e l’amore) (eine Episode)
- 1964: Die Gleichgültigen (Gli indifferenti)
- 1966: Mach mich kalt, ich friere (Fai in fretta ad uccidermi… ho freddo!)
- 1968: Ein feines Pärchen (Ruba al prossimo tuo…)
- 1969: Offener Brief an eine Abendzeitung (Lettera aperta a un giornale della sera)
- 1975: Il sospetto
- 1986: Die Geschichte einer Liebe (Storia d’amore)
- 1996: Cronache del terzo millennio
- 1999: Il compagno
- 2002: Lettere dalla Palestina (Ko-Regie, Dokumentarfilm)
- 2003: Firenze, il nostro domani
- 2005: Frammenti di Novecento (Dokumentarfilm)
- 2007: Civico zero
- 2009: Le ombre rosse
- 2011: Scossa